# Dècada del 1220 aC

## Esdeveniments
- 1230 aC: batalla de Nihriya
- 1221 aC: el faraó Merenptah derrota una invasió dels libis.

## Personatges destacats
- 1225 aC-naixement de la llegendària Helena de Troia, filla del rei Tindàreu d'Esparta i la seva dona Leda. (Data estimada).
- 1224 aC- Mort de Ramsès II d'Egipte.